# SIGTTOU
SIGTTOU — сигнал на POSIX-сумісних платформах, який посилається фоновому процесу при виконанні ним операції запису на термінал. Символьна змінна SIGTTOU оголошена у заголовному файлі signal.h. Символьні імена для сигналів використовуються через те, що їхні номери залежать від конкретної платформи.

## Етимологія
SIG є загальноприйнятий префіксом для назв сигналів. TTOU означає вивід на телетайп (термінал) (англ. teletype output).

## Використання
Фонові процеси на відміну від процесів «переднього плану» виконуються з закритими потоками стандартного вводу-виводу stdin, stdout, stderr. Процес, що отримав SIGTTOU, призупиняється до переведення в стан «переднього плану» командою fg або через SIGCONT, внаслідок чого розпочата операція запису на термінал може бути завершена і процес продовжить своє виконання.